# Aranyos (ló)

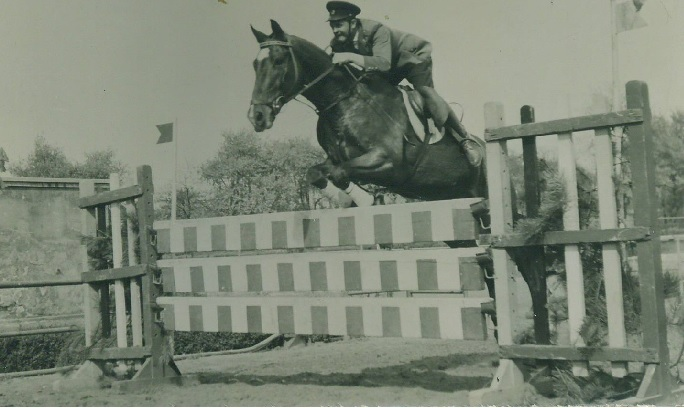
Karcsú Imre Aranyos nyergében

Aranyos minden idők legjobb magyar ugrólovának tartott herélt ló volt. 

## Sikerei
Első sikeres lovasa 1951-ben Szatola Albert volt, aki Aranyos nevű lovával megdöntötte  magasugrásban a kétméteres csúcsot 2 méter 7 centiméterrel. Szatola az 1956-os nyári lovas olimpián a díjugratás egyéniben Aranyossal 24 hibaponttal a 11. helyen végzett. 
1956 után Karcsú Imre ért el sikert Aranyossal.